# Fundación Chile
La Fundación Chile (FCh), es una organización público-privada del Gobierno de Chile creada en 1976, cuyo principal objetivo es introducir innovaciones y desarrollar el capital humano en los clúster clave de la economía chilena a través de la gestión y transferencia de tecnologías, en alianza con redes de conocimiento locales y globales.

## Historia
La Compañía de Teléfonos de Chile (CTC), nacionalizada en 1971 durante el gobierno de Salvador Allende, era en aquel momento 70 % de propiedad de ITT Corporation de Estados Unidos. Luego de la instalación del régimen militar de Augusto Pinochet en 1973, se le encargó al entonces ministro de Coordinación Económica, Raúl Saéz, solucionar los conflictos con las empresas extranjeras nacionalizadas. Producto de estas negociaciones, Chile propuso a la ITT una forma de compensación donde ésta destinara parte de la indemnización obtenida a la creación de un instituto de desarrollo tecnológico con el objeto de apoyar al sector productivo chileno.
El 3 de agosto de 1976 se dictó un decreto ley para la creación de la Fundación Chile como corporación de derecho privado, sin fines de lucro, de carácter autónomo, con el objeto de «realizar investigación científica y tecnológica y aplicar los avances científicos y tecnológicos que obtenga, en las áreas de producción y servicios que correspondan», con un patrimonio inicial de 50 millones de dólares aportado en partes iguales por los socios fundadores, el Estado de Chile y la ITT Corporation, Sud América.
La fusión en el año 2003 con la Corporación de Investigación Tecnológica (INTEC-Chile, 1968), perteneciente a Corfo, consolidó a la Fundación Chile como un actor relevante en la provisión de servicios de biotecnología, química analítica, ingeniería financiera, gestión de la producción, técnicas de gestión ambiental y formación y desarrollo de competencias laborales, con la incorporación de tres departamentos provenientes desde el INTEC: Medioambiente, Tecnologías de la Información (TIC) y el Centro de Metrología Química.
El año 2005 la empresa minera australiana BHP Billiton se incorporó como socio de la Fundación Chile a través de su filial Minera Escondida, reemplazando en el tiempo a la ITT.

## Modelo de trabajo
En sus primeras dos décadas, Fundación Chile desarrolló un modelo de trabajo basado en la transferencia de tecnologías aplicadas en los sectores de agroindustria, acuicultura, e industria forestal, a través de asesoría en el desarrollo de productos, asistencia técnica en la introducción de nuevos procesos, difusión de información y tecnologías mediante cursos, seminarios y publicaciones, y la prestación de servicios en áreas como control de calidad para frutas frescas y productos marinos de exportación.
Otro modelo de trabajo fue la creación de «empresas demostrativas» con capital propio y orientadas al sector exportador las que, una vez comprobada su viabilidad técnica y económica, se venden al sector privado y se recupera la inversión.
El proceso de incubación y transferencia tecnológica se puede resumir en:
1. Detectar sectores y clústers productivos de alto potencial
2. Identificar las tecnologías más adecuadas
3. Desarrollar y/o importar, implementar y adaptar las tecnologías necesarias
4. Apoyo a la incubación de empresas y/o inversión en empresas pioneras
5. Escalar y difundir los resultados

Luego, durante la década de los 90, se comenzó a trabajar mayoritariamente en base a alianzas con el sector privado (joint-ventures), lo que disminuye el riesgo de inversión, puesto que no todas las iniciativas anteriores habían sido exitosas.
El año 2010 Fundación Chile se reestructura nuevamente, reconociendo que su fortaleza se encuentra en su experiencia en innovación e introducción de nuevas tecnologías, sus redes e información, enfocada principalmente en las áreas de minería, sostenibilidad, alimentos y capital humano.

## Áreas de acción

### Agroindustria
La Fundación Chile abordó durante su primer ciclo (1976-2000) innumerables proyectos de mejoramiento de calidad, introducción de nuevas especies y tecnificación de la industria agrícola y ganadera, con foco en el desarrollo de sectores exportadores.
En agricultura, algunos proyectos fueron la introducción de variedades de berries, producción de cítricos en zonas semidesérticas, nuevas especies para producir aceite de oliva, espárragos, hortalizas regadas con aguas limpias y apertura de las exportaciones de arroz.
En fruticultura, destaca el trabajo realizado en torno a cultivos de berries (frambuesas, arándanos, frutillas, moras, cranberry, sanddorn, zarzaparrillas y grosellas) en la zona sur del país con instalaciones de riego automático, embalaje y frigorífico (1985), convirtiéndose Chile en el segundo mayor exportador de arándanos azules del mundo (2020).
En ganadería, la empresa Procarne, creada por Fundación Chile y un grupo de ganaderos de la Región de Los Lagos en 1983, se convirtió en la primera empresa del país en proveer carne envasada al vacío en cajas de cartón. Los resultados logrados estimularon a la industria local a implementar esta tecnología, logrando que en pocos años más del 50 % de la producción de carne fuese empacada en esta forma. Al mismo tiempo, la Fundación Chile propició la aprobación de una tipificación de tres niveles de calidad de carne de vacuno, basada en la edad del animal, la textura, el color y la cantidad de grasa contenida.
En la industria caprina, Fundación Chile logró, a través de la empresa Chevrita en la Región de Coquimbo (1994), cambiar el estigma negativo que existía respecto de problemas sanitarios en la producción de leche de cabra y sus productos derivados, lo que incentivó el desarrollo de la industria de quesos de cabra gourmet en Chile. Chevrita logró el liderazgo en este mercado, llegando a exportar a México, Francia, Israel, Brasil y Estados Unidos. Pero un brote de listeria el año 2008 afectó fuertemente sus resultados y ésta fue luego vendida al sector privado a principios del 2011.
En el campo de la seguridad alimentaria y certificación de calidad para productos de exportación, labor importante realizó el laboratorio de Fundación Chile (GCL) prestando servicios analíticos en materia de microbiología, química y análisis físico-químicos en sus centros de Santiago y Concepción. El recinto fue nombrado Laboratorio Nacional de Referencia en 2007, hasta el año 2013, fecha en que fue adquirido por la empresa Eurofins Scientific (EUFI.PA).
La Fundación Chile también ha contribuido en las áreas de biotecnología, con estudios del material genético de flores, uvas resistentes a enfermedades, sin pepas y mayor tamaño, carozos resistentes al pardeamiento y harinosidad, la botánica, con el desarrollo de productos a partir de plantas nativas para las industrias farmacéutica, nutracéutica y cosmética, y la viticultura, con la elaboración de vinos de alta calidad y mosto concentrado para la producción de pisco.
En el cultivo de cereales, la Fundación introdujo en Chile del modelo CropCheck («chequeo de cultivo») australiano para mejorar el rendimiento y calidad de la producción en cultivos de arroz, maíz, trigo y alfalfa. Entre los años 2005 y 2014, los agricultores suscritos al programa lograron aumentar su producción de grano hasta en un 27% en los distintos cultivos intervenidos.
En materia de difusión de nuevas tecnologías, desde 1993 la Fundación Chile publicó la revista impresa Agroeconómico, especializada en agroindustria, la cual ya no se edita. 

### Acuicultura
Desde el inicio de la década de los 80, la Fundación Chile ha desarrollado proyectos de acuicultura tanto con especies nativas como exóticas, como el salmón, abalón rojo, lenguado, hirame, turbot, ostra japonesa, merluza austral, róbalo patagónico, corvina, seriola, halibut, congrio dorado, catfish, esturión, almeja, ostión del norte y la navaja, entre otras.
Uno de los proyectos más emblemáticos de la Fundación Chile fue el impulso de la salmonicultura chilena mediante la transferencia tecnológica, gracias a su empresa filial Salmones Antártica (1982-1988). Hoy Chile es el segundo mayor productor del mundo de salmón del Atlántico, con aproximadamente un 27,1 % de la producción mundial para el año 2018 —660 000 toneladas—, ubicado por detrás de Noruega. También es el primer productor mundial de salmón Coho —con 174 000 toneladas en 2018— y uno de los principales productores de trucha arcoíris.
Los proyectos de investigación y desarrollo de Fundación Chile se han llevado a cabo principalmente en sus dos centros experimentales de acuicultura:
- Centro Acuícola Tongoy (desde 1982) y su unidad de negocios Cultivos Marinos Tongoy, (Cultimar, 1982-2001), ubicado en Tongoy en la Región de Coquimbo, donde se ha trabajado el cultivo de corvina, seriola, lenguado, almeja, ostión, y ostra del Pacífico.
- Centro Acuícola Quillaipe (1996-2021) —su unidad de negocios y bioensayos Aquadvise—, ubicado en Puerto Montt, Región de Los Lagos. Polo de investigación y desarrollo de la industria acuícola que fue traspasado a la empresa Salmofood en enero del 2021.[21]

En 2016 se crea AquaPacífico, «Centro de Innovación y Desarrollo para una Acuicultura Sostenible», proyecto orientado a la creación de una plataforma científica tecnológica para las regiones centro-norte de Atacama, Coquimbo y Valparaíso, en conjunto con la Universidad Católica del Norte y el apoyo de Corfo.
Desde 1989, La Fundación Chile publicó la revista periódica Aquanoticias Internacional, primera publicación especializada en acuicultura y pesca en Hispanoamérica, que desde el 2005 es el portal de noticias y edición impresa Aqua.

### Industria forestal
A través de su filial Sociedad Inversora Forestal (SIF), el año 2003 la Fundación Chile crea el primer «bono de securitización forestal» en América Latina, utilizando el mecanismo de bonos de carbono, con el objetivo de apoyar financieramente a los pequeños propietarios agrícolas y a la vez generar beneficios ambientales en el sur del país. El proyecto generó una inversión de 40 millones de dólares y una forestación de 15 000 hectáreas. La filial SIF es vendida el año 2009 con más de 1564 hectáreas de eucaliptos y 4333 hectáreas de pino radiata.
En materia de gestión forestal sostenible, Fundación Chile dio origen el año 2002 al Sistema Chileno de Certificación de Manejo Forestal Sustentable (CERTFOR), con el apoyo de la Corporación de Fomento de la Producción (Corfo) y el Instituto Forestal de Chile (INFOR). El 2004 CERTFOR es homologado por el Programa para el Reconocimiento de Certificación Forestal (PEFC), sistema de certificación forestal internacional. En 2012 la administración del programa CERTFOR es traspasada a PEFC Chile.
Como medio de difusión de nuevas tecnologías, Fundación Chile creó la revista impresa Lignum, especializada en la industria forestal, que se publicó entre 1990 y 2018.

### Minería
Siendo la minería una de las principales actividades económicas de Chile, la Fundación ha trabajado en diversas iniciativas orientadas a la productividad, sostenibilidad, transformación digital, capital humano, operación, legitimidad, y relación con las comunidades, a través de su programa «Minería del Futuro».
Programa Tranque: monitoreo en línea y transparente de la estabilidad física y química de depósitos de relave. Busca contribuir a la operación segura de los depósitos de relaves, desarrollando herramientas para mejorar el monitoreo de la estabilidad física y el potencial impacto en las aguas circundantes, entregando información de calidad, confiable y oportuna a autoridades, compañías mineras y comunidades, mejorando así la comunicación entre las partes y la respuesta ante situaciones de emergencias.
Programa Expande: programa de innovación abierta, de carácter público-privado, que busca impulsar un ecosistema de proveedores locales que puedan generar conocimiento desde Chile para la industria minera nacional e internacional.

### Educación
Con el propósito de apoyar los procesos educativos en las escuelas de Chile, el año 2001 la Fundación Chile crea en conjunto con el Mineduc el portal EducarChile, una plataforma educativa autónoma. En él se comparten tecnologías, contenidos, recursos digitales, servicios, y herramientas de comunicación, para una educación de calidad, en formatos innovadores, que apuntan a estimular y crear espacios de participación, comunicación, interacción y colaboración entre los diversos actores de la comunidad educativa, profesores, investigadores, estudiantes y familias. EducarChile es miembro de la Red Latinoamericana de Portales Educativos (RELPE).
Como parte de su programa de mejoramiento en la gestión escolar, la Fundación Chile desarrolla un "Sello de Calidad" que puede ser obtenido por los establecimientos educativos mediante un proceso de certificación ante el Consejo Nacional de Certificación de la Gestión Escolar.

### Capital humano
En el área de desarrollo del capital humano, la primera iniciativa fue el Programa de Certificación de Competencias Laborales (1998-2008), donde se busca reconocer formalmente los conocimientos, habilidades y destrezas de las personas en un determinado oficio, independiente de la forma en que hayan sido adquiridas y de si tienen o no un título o grado académico. El objetivo final era establecer un sistema nacional de certificación, lo que se concretó el año 2008 con la creación de la Comisión del Sistema Nacional de Competencias Laborales, hoy ChileValora, sobre la base de los principios elaborados por la Fundación Chile.
A partir del 2010 la Fundación comenzó a materializar una agenda de trabajo integral en la gran minería luego de realizar el primer estudio de fuerza laboral en la gran minería chilena, proyectando la demanda de trabajadores del sector minero al 2020 y un análisis la oferta de programas y carreras técnicas y profesionales ligadas a la minería. Como consecuencia de las brechas de capital humano estimadas para distintos perfiles laborales, se creó el Consejo de Competencias Mineras (CCM) que agrupa a las principales compañías de la gran minería chilena, en coordinación con los ministerios del Trabajo, Educación, Minería y Economía. El primer programa de formación en oficios con estándares diseñados por el CCM con el objetivo de formar trabajadores calificados para las operaciones mineras del periodo 2012-2015 fue denominado VetaMinera. Le siguió el programa Eleva, un centro para la formación técnica en minería, que conecta a las empresas privadas con el sector público y con las instituciones de formación para el trabajo en la minería, actualmente CCM-Eleva.

### Emprendimiento y capital de riesgo
Alrededor del 2010 se crea la plataforma aceleradora de negocios «Emprende FCh», para apoyar a emprendimientos en etapa temprana, enfocada principalmente en las áreas de minería, sostenibilidad, alimentos y capital humano.
Más adelante surge ChileGlobal Ventures (2018), que consolida las iniciativas en torno al capital de riesgo de la Fundación: EmprendeFCh, Red de Inversionistas Ángeles, Administradora de Fondos de Inversión Privada e Innovación Abierta Corporativa.

### Transición energética
Para afrontar el impacto del cambio climático en el país, en 2016 nace la iniciativa «Escenarios Hídricos 2030», programa conjunto entre la Fundación Chile, Fundación Futuro Latinoamericano y Fundación Avina, con el objeto de avanzar hacia la seguridad hídrica del país. Se propone aportar con la difusión de información y conocimiento, acelerar la implementación de soluciones concretas, e influir en políticas públicas a través de la inclusión de metas de índice de seguridad hídrica y huella de agua en el NDC.
Actualmente (2022) la Fundación Chile se encuentra trabajando para impulsar el desarrollo del hidrógeno verde en el país.

## Empresas creadas
El modelo desarrollado por la Fundación Chile como incubadora de empresas consiste en identificar oportunidades para nuevos productos y servicios, obtener e implementar la tecnología necesaria adecuándola a las condiciones locales, comprobar su viabilidad técnico-económica, y luego escalar la empresa y difundir conocimiento sobre la tecnología en el sector productivo relevante. A lo largo de su historia Fundación Chile ha creado más de 75 empresas —con capital propio o en joint-venture con otros inversionistas— en diferentes rubros como la minería, agricultura, acuicultura, industria forestal, energía y tecnologías de la información y la comunicación.

## Redes Sociales
- Fundación Chile en Twitter
- Fundación Chile en Facebook
- Fundación Chile en LinkedIn
- Fundación Chile en YouTube
- Fundación Chile en Instagram
- Fundación Chile en SoundCloud

- Datos: Q2497840